# Cattleya
Cattleya é um gênero de orquídeas de flores grandes e vistosas, muito popular, com inúmeros híbridos intergenéricos, amplamente disponíveis no comércio, que exercem enorme apelo e adaptam-se bem a coleções mistas de orquídeas. Tradicionalmente, Cattleya era formado por cerca de 50 espécies mas em 2008 teve seu conceito ampliado para incluir as espécies anteriormente classificadas em outros gêneros, tais como Laelia e Sophronitis.

## Etimologia
O gênero Cattleya foi proposto por John Lindley em Collectanea Botanica 7: t. 33, em 1821, com nome de homenagem a William Cattley, orquidófilo inglês que teve o nome latinizado para Guglielmus Cattleyus.

## Publicação e sinônimos
- Cattleya Lindl., Coll. Bot.: t. 33 (1824).

Sinônimos heterotípicos:
- Sophronia Lindl., Bot. Reg. 13: t. 1129 (1828), nom. illeg.
- Sophronitis Lindl., Bot. Reg. 14: t. 1147 (1828).
- Maelenia Dumort., Mém. Acad. Roy. Sci. Belgique 9: 13 (1834).
- Lophoglotis Raf., Fl. Tellur. 4: 49 (1838).
- × Sophrocattleya Rolfe, J. Linn. Soc., Bot. 24: 169 (1887).
- Eunannos Porto & Brade, Arq. Inst. Biol. Veg. 2: 212 (1935).
- Hoffmannseggella H.G.Jones, Acta Bot. Acad. Sci. Hung. 14: 69 (1968).
- Dungsia Chiron & V.P.Castro, Richardiana 2: 11 (2002).
- × Hadrocattleya V.P.Castro & Chiron, Richardiana 2: 19 (2002).
- × Hadrodungsia V.P.Castro & Chiron, Richardiana 2: 19 (2002).
- Hadrolaelia (Schltr.) Chiron & V.P.Castro, Richardiana 2: 11 (2002).
- × Microcattleya V.P.Castro & Chiron, Richardiana 2: 19 (2002).
- Microlaelia (Schltr.) Chiron & V.P.Castro, Richardiana 2: 11 (2002).
- Cattleyella Van den Berg & M.W.Chase, Bol. CAOB 52: 100 (2004).
- Schluckebieria Braem, Richardiana 4: 49 (2004), nom. superfl.
- × Brasicattleya Campacci, Colet. Orquídeas Brasil. 4(Pré-anexo): 102 (2006).
- Brasilaelia Campacci, Colet. Orquídeas Brasil. 4(Pré-anexo): 99 (2006).
- Chironiella Braem, Richardiana 6: 108 (2006).

## Distribuição
São cerca de 112 robustas espécies epífitas, de crescimento simpodial, dispersas pelas florestas tropicais da América Latina, do México à Argentina, algumas espécies vivendo em áreas mais secas, submetidas a mais insolação, outras mais sombrias e úmidas, cerca de trinta espécies no Brasil. Existem desde o nível do mar até dois mil metros de altitude, adaptam-se a praticamente todos os climas latino americanos exceto áreas desérticas ou geladas.

## Histórico
John Lindley, descreveu sua espécie tipo, a Cattleya labiata, que havia sido enviada para a Inglaterra, em 1818, junto com em um lote de plantas brasileiras que até então estavam sendo cultivadas por Cattley.
Deste que foi estabelecido, o gênero Cattleya apresentou trajetória regular, sem muitas alterações. Naturalmente, como acontece em muitos outros gêneros de espécies variáveis, algumas espécies longamente conhecidas sofreram alterações de nomes após descrições mais antigas terem sido revisadas e esclarecidas. Outras espécies foram consideradas espécies aceitas ou sinônimos em épocas variadas, por taxonomistas diversos, algo que ainda hoje em certa medida acontece.
Recentemente quatro espécies da América Central foram removidas de Cattleya e classificadas no gênero Guarianthe, e a Cattleya araguaiensis passou a chamar-se Cattleyella araguaiensis.
No ano de 1968 H.G.Jones transferiu algumas espécies de Laelia subseção Parviflorae, litófitas, endêmicas dos estados deMinas Gerais, Rio de Janeiro e Espírito Santo, para o gênero Hoffmannseggella, como anteriormente sugerido por Frederico Carlos Hoehne. Hoffmannseggella é um gênero botânico pertencente à família dasorquídeas (Orchidaceae). Foi proposto H.G.Jones, em Acta Bot. Acad. Sci. Hungar. XIV: 69, em 1968. A Hoffmannseggella cinnabarina é a espécie tipo deste gênero, originalmente descrita como Laelia cinnabarina. Seu nome é uma homenagem ao biólogo alemão Hoffmannsegg.
Posteriormente todas as espécies deste grupo foram transferidas para Sophronitis com base em dados de DNA, e ainda depois transferidas por Vitorino Paiva Castro Neto e Guy R. Chiron para Hoffmannseggella.
Em 2008, todas as espécies de Hoffmannseggella foram transferidas para Cattleya por Cássio van den Berg, passando portanto o gênero a sinonímia de Cattleya.

## Descrição
Pela aparência podemos dividir grosseiramente suas espécies em dois grupos principais, as bifoliadas e as unifoliadas.
Além da óbvia diferença citada, as unifoliadas em regra têm porte muito menor, seus pseudobulbos são ovalado-fusiformes e lateralmente achatados, normalmente com menor quantidade de flores mas estas bem maiores. Suas folhas também são maiores.
As bifoliadas possuem pseudobulbos cilíndricos que podem ultrapassar um metro de comprimento em algumas espécies, e apresentam flores menores e mais estreitas, mas de modo geral em grande quantidade e com mais substância. Suas folhas são menores e mais largas e ovaladas.
Todas possuem folhas coriáceas e, excetuados muito poucos casos, a floração dá-se do alto do pseudobulbo a partir de uma espata. As flores, de até 10 cm de diâmetro, desabrocham de uma a vinte a partir de inflorescência que emerge de um invólucro protetor chamado espata na base da folha. Durante o ano todo há espécies floridas. Têm o labelo livre da coluna, em algumas trilobado, e então abraçando a coluna, e em outras simples. Em todos os casos o labelo costuma ser muito vistoso e colorido, muitas vezes apresentando cores diversas dos demais segmentos florais. As flores apresentam quatro polínias e podem ser muito perfumadas.

## Filogenia
Por serem plantas amplamente conhecidas e cultivadas sua classificação tem despertado acalorados debates desde o ano 2000, quando foi proposta nova classificação por Van den Berg & M.W.Chase, baseando se em resultados de análises moleculares. Este estudo mostrou que as espécies então conhecidas como Laelia brasileiras têm muito mais em comum com as Cattleya e Sophronitis do que com as Laelia da América Central. Ou seja, não mais seria possível manter ambas no mesmo gênero, a não ser que fosse criado um gênero muito extenso, incluindo todos os gêneros que se situam entre os dois grupos de Laelia. As espécies tradicionalmente classificadas como Sophronitis estariam inseridas entre os gêneros que Guy Chiron e Vitorino P. Castro tratam como Dungsia e Hadrolaelia.
Como o grupo da América Central tem primazia sobre o nome Laelia, Van den Berg & Mark W. Chase optaram por transferir estas espécies para o gênero mais próximo, Sophronitis. Dentre seus motivos citam a vantagem de não dividir as espécies em gêneros menores com pouca variação genética, onde as relações de parentesco seriam perdidas, a praticidade de utilizar um gênero já bem conhecido e o razoável tamanho do gênero resultante, com cerca de sessenta espécies, e finalmente, como as análises ainda não estavam completamente concluídas, algumas das espécies poderiam trocar de posição nos cladose teriam de mudar de gênero novamente caso os grupos de espécies fossem divididos por gêneros menores. Sendo todas Sophronitis isto não será necessário. Assim, em adição às espécies pequenas e vermelhas, Van den Berg propôs que o gênero Sophronitis incluisse também todas as espécies deLaelia do Brasil.
Em 2002, taxonomistas brasileiros e franceses, descontentes com a proposta de Van den Berg e Mark W. Chase, considerando a variedade dessas plantas suficiente para a criação de gêneros independentes, apresentaram proposta alternativa de classificação das espécies brasileiras de Laelia em quatro diferentes gêneros menores e com mais afinidade morfológica, e subordinaram a um deles,Hadrolaelia, parte das Sophronithis tradicionais, mantendo Sophronitis somente as espécies similares à espécie tipo.
Em março de 2008, Cássio van den Berg , devido a novos problemas verificados na classificação filogenética deste grupo de espécies, foi proposta a inclusão de todas as Sophronitis e ex-Laelia brasileiras em Cattleya. Baseia esta proposta nos resultados de suas mais recentes análises moleculares que situam algumas espécies de Cattleya e outras de Sophronitis sensu Van den Berg intercaladas nos clados. Justifica ser esta a melhor solução para evitar a criação de novos nomes no futuro quando o real relacionamento entre estas espécies for finalmente desvendado.

## Cultivo
De modo geral são plantas pouco exigentes, apropriadas para quem deseja iniciar uma coleção de orquídeas. As dicas de cultivo a seguir são condições recomendadas para o sudeste do Brasil, assim moradores de outras regiões devem adaptá-las às suas condições locais. Alertamos ainda que as espécies provém de muitas regiões diferentes assim é recomendável informar-se também se cada espécie em particular tolera o cultivo sugerido a seguir.
São plantas que apreciam bastante luz, recomendando-se sombra aproximada de sessenta porcento; temperaturas variando diariamente entre 10-12°C, diurnas entre 25-30°C e noturnas entre 14-15°C; sempre lembrando que espécies de altitude toleram muito mais variações de temperatura que espécies amazônicas; umidade acima de cinquenta porcento e boa ventilação; regas abundantes sempre que o substrato estiver completamente seco, mas com boa drenagem de modo que este não permaneça úmido mais que algumas horas após a rega; adubação semanal, mas bastante diluída é recomendada. Na época em que a planta não esteja apresentando crescimento vegetativo tanto a adubação como as regas devem ser diminuídas.
Para o nordeste como o calor e a luz são em excesso, deve-se sempre ter o cuidado de criar barreiras para diminuir a luz (telas de contenção de luz) e o calor do ambiente (molhando-se o chão do local de cultivo para a conservação das temperaturas mais amenas) continua a recomendação acerca da manutenção das regas, não permanecendo o substrato úmido por mais de algumas horas, utilizar substratos de boa constância da umidade, carvão vegetal, chips de coco seco lavados (para a retirada do tanino), casca de pinus e brita, utilizando vasos de plastico para as que precisam de maior umidade, barro para as que precisam de menor umidade ou ainda o uso de cachepots, para a maioria das unifoliadas, no caso da maior parte das bifoliadas, necessidade maior de "raízes nuas", geralmente as plantas devem colocadas em tocos de madeira, (Sabiá também conhecido como sansão do campo Mimosa caesalpineafolia).

## Classificação infragenérica
O gênero Cattleya passou por diversas revisões no inicio deste século. Algumas de suas espécies tradicionais passaram a ser classificadas em outros gêneros e outros gêneros foram transformados em sinônimos de Cattleya. As classificações anteriores, em grupos informais, ou às vezes formalmente descritos porém em diferentes gêneros e hierarquias taxonômicas, foram consolidados em uma proposta que leva em conta as relações filogenéticas publicada por Cássio van den Berg (2014) 
As Cattleya, conforme sua morfologia, podem ser divididas em alguns grupos:
Cattleya subgênero Intermediae (Cogniaux) Withner - Cattleyas bifoliadas
Grupo formado por espécies geralmente altas com pseudobulbos estreitos e duas ou mais folhas na extremidade, em regra com mais flores que os outros grupos, geralmente menores e menos vistosas: C. aclandiae, C. amethystoglossa, C. bicolor, C. dormaniana, C. elongata, C. forbesii, C. granulosa, C. guttata, C. harrisoniana, C. intermedia, C. kerrii, C. loddigesii, C. nobilior, C. porphyroglossa, C. schilleriana, C. schofieldiana, C. tenuis, C. tigrina, C. velutina, C. violacea, C. walkeriana.
Cattleya subgênero Cattleya - Cattleyas monofoliadas, e antigas Sophronitis e Laelias brasileiras
O grupo rupo da Cattleya labiata apresenta pseudobulbos mais curtos em relação ao subgênero Intermediae e uma só folha no ápice. Também com base em estudos de DNA ficou claro que as espécies que eram atribuídas a Sophronitis e as ex-Laelias brasileiras, que tem morfologica vegetativa muito similar ao grupo de C. labiata, se encaixam aqui. Por isso são propostos três seções no subgênero.
Cattleya seção Cattleya - grupo de C. labiata
Essa seção inclui espécies vistosas com poucas flores grandes relacionadas com C. labiata:C. candida, C. dowiana, C. gaskelliana, C. jenmanii, C. labiata, C. lueddemanniana, C. mendelii, C. mossiae, C. percivaliana, C. rex, C. schroderae, C. trianae, C. wallisii, C. warneri, C. warscewiczii. Inclui ainda outras três espécies que tem flores menores, porém que vegetativamente são muito homogêneas com o grupo de C. labiata: C. iricolor, C. luteola, C. mooreana.
Cattleya seção Lawrenceanae - grupo de C. lawrenceana
Essa seção engloba três espécies que são anômalas e diferenciadas genéticamente da seção Cattleya: C. lawrenceana, C. wallisii, C. lueddemanniana.
Cattleya subgênero Maximae - grupo de C. maxima
Esse subgênero contém apenas C. maxima
Espécies não esclarecidas
Possivelmente sinônimos de outros gêneros ou híbridos naturais: C. boissieri,  C. herbacea, C. storeyi.

### Cattleyaser.Cattleyodes- grupoBrasilaelia
Formado por nove espécies de plantas de pseudobulbos fusiformes lateralmente comprimidos com uma folha oblonga em seu ápice, inflorescência com duas ou mais flores grandes brancas, amareladas, rosadas, lilases ou magenta. São similares ao grupo anterior exceto pelo fato de terem oito políneas: C. crispa, C. fidelensis, C. grandis, C. lobata, C. perrinii, C. purpurata, C. tenebrosa, C. virens, C. xanthina.

### Cattleyaser.Hadrolaelia- GrupoHadrolaelia
Formado por seis espécies de plantas pequenas de pseudobulbos sem espata, fusiformes, lateralmente comprimidos com uma folha oblonga em seu ápice, inflorescência com duas ou mais flores comparativamente grandes brancas, rosadas, lilases ou magenta, com oito políneas: C. alaorii, C. dayana, C. jongheana, C. praestans, C. pumila, C. sincorana.

### Cattleyaser.Sophronitis- GrupoSophronitis
Formado por dez pequenas espécies epífitas, ocasionalmenterupícolas, a maioria muito similares e dificilmente identificáveis, de crescimento cespitoso, que ocorrem em áreas montanhosas e bastante úmidas, ocasionalmente mais secas da Mata Atlântica, compreendida entre o Paraguai, Argentina e o estado brasileiro das Alagoas. As plantas têm pseudobulbos ovais eretos e alongados, ou achatados contra o substrato, verde escuros ou acinzentados, densamente agrupados, com uma única folha carnuda, côncava, muitas vezes achatada sobre a planta. A inflorescência surge ao mesmo tempo que uma nova folha sendo que esta funciona como se fosse uma espata. A folha cresce envolvendo os botões e quando esta se abre os botões estão já prestes a abrirem também. Conforme a espécie a inflorescência comporta de uma a oito flores, normalmente vermelhas, mas também ocasionalmente alaranjadas, amarelas ou rosadas. As flores são pequenas, mas bastante grandes quando comparadas ao tamanho das plantas, de segmentos quase sempre bem explanados, com labelo trilobado, da mesma cor que as pétalas e sépalas com ou sem uma mancha amarelada ou rosada próxima dacoluna. Geralmente reconhecidas por suas flores vermelhas, particularmente a Cattleya coccinea, têm sido utilizadas extensivamente para hibridação, para fornecer pequeno tamanho ou coloração vermelha à progênie, no entanto não existem registros de híbridos naturais dessas espécies. Compõe este grupo:C. acuensis, C. alagoensis, C. bicolor, C. brevipedunculata, C. cernua, C. coccinea, C. miniata, C. mantiqueirae, C. pygmaea, C. wittigiana.

### Cattleyaser.Microlaelia- GrupoMicrolaelia
Apresentam pseudobulbos pequenos, cilíndricos, afunilados para o ápice, bifoliados, com rizomalongo; folhas rijas, estreitas,  linear-lanceoladas, um tanto acanoadas e arqueadas. inflorescência apical, curta, uniflora. As flores, de cor branca, com labelo trilobado, com lobo central longo, colorido de púrpura ou inteiramente branco, em forma de veias mais concentradas no centro; lobos laterais estreitos, erguidos, recobrindo a coluna. O lobo central é crespo e recurvado para baixo. Sépalas lanceoladas, bem explanadas, com ápice agudo. pétalas também lanceoladas, assimétricas, um pouco menores que as sépalas. Existem variedades com as flores de segmentos cerúleos ou brancos e de labelo branco. Apenas uma espécie, Cattleya lundii.

### Cattleyaser.Parviflorae- GrupoHoffmannseggella
Composto por mais de cinquenta espécies rupícolas, de crescimento cespitoso, a maioria de áreas quentes rochosas e montanhosas do Estado de Minas Gerais, mas existem espécies desde Santa Catarina até a Bahia no Brasil. São plantas de tamanhos variados, com pseudobulbos aglomerados cônicos, piriformes ou ovoides, algumas vezes bastante alongados, unifoliados, raro bifoliados. folhas coriáceas, rígidas, recurvadas, mais ou menos lanceoladas. inflorescência racemosa, normalmente muito mais longa que as folhas, em regra multiflora, comflores simultâneas ou em rápida sucessão. As flores são estreladas, com pétalas oblongo-lanceoladas ou mesmo elípticas, de cor alaranjada ou amarela; sépalas do mesmo tamanho e cor das pétalas, as laterais falciformes ou elípticas e a dorsal lanceolada. labelo trilobado, os lobos laterais envolvendo completamente a coluna, e o mediano longo, recurvado para baixo e encrespado. A cor dolabelo pode apresentar-se um pouco mais clara que a dos outros segmentos, mas normalmente acompanha o mesmo tom. Suas flores são muito parecidas com as do gênero epífita Dungsia que aqui também se inclui hoje, porém destas as Hoffmannseggella diferem por serem sempre plantas rupícolas de pseudobulbos mais robustos, aglomerados e curtos e inflorescência mais ou muito mais longa que as folhas. Compõe este grupo:
C. alvaroana, C. angereri, C. bahiensis, C. baptista, C. blumenscheinii, C. bradei, C. caetensis, C. cardimii, C. caulescens, C. cinnabarina, C. colnagoi, C. conceicionensis, C. crispata, C. crispilabia, C. cruziana, C. diamantinensis, C. duvenii, C. endsfeldzii, C. esalqueana, C. flavasulina, C. fournieri, C. ghillanyi, C. gloedeniana, C. gracilis, C. hatae, C. hegeriana, C. itambana, C. kautskyana, C. kettieana, C. kleberi, C. leuchoglosa, C. liliputana, C. longipes, C. macrobulbosa, C. milleri, C. mirandae, C. mixta, C. munchowiana, C. oliveriana, C. pabstii, C. pendula, C. pfisterii, C. presidentensis, C. reginae, C. rupestris, C. sanguiloba, C. schmidtii, C. tereticaulis, C. vasconcelosiana, C. zaslaviskiana.

### Cattleyasubg.Cattleyella- GrupoCattleyella
Caracteriza-se por seus pseudobulbos cilíndricos, unifoliados, finos e folhas rígidas, carnosas, oblongas, com ápice mais ou menos agudo, que conferem à planta uma aparência similar à de Acianthera saurocephala. A inflorescência é apical comumente uniflora, ocasionalmente, quando bem cultivada, com mais flores. As flores são estreladas, com sépalas estreitas, lanceoladas, as laterais assimétricas. Pétalas um pouco mais curtas e ainda mais estreitas que as sépalas, também lanceoladas, um pouco recurvadas. Labelo amplo, levemente trilobado, com lobos laterais envolvendo completamente a coluna, e central muito pequeno, levemnente dobrado para baixo. Tanto as sépalas quanto as pétalas são marrons, com ou sem máculas amareladas ou ocres e o labelo é branco com tubo amarelado e parte frontal púrpura que se dilui para a frente em tons mais claros ou acastanhados. Apenas uma espécie,Cattleya araguaiensis.

## Híbridos
As Cattleya têm um grande número de híbridos naturais, também conhecidos como notoespécies, descritos. O gênero têm sido ainda intensivamente utilizado na composição de híbridos intergenéricos, principalmente artificiais, ou seja, feitos pelo homem, dos quais a lista de nomes resultantes é extensa.